# Pejzaż Auvers w deszczu
Pejzaż Auvers w deszczu (hol. Landschap in de regen, ang. Landscape at Auvers in the Rain) – tytuł obrazu olejnego Vincenta van Gogha, nr kat.: F 811, JH 2096, namalowanego w lipcu 1890 podczas jego pobytu w miejscowości Auvers-sur-Oise.

## Historia
W maju 1890 Vincent van Gogh opuścił południe Francji i przyjechał do miasteczka Auvers-sur-Oise, położonego na północ od Paryża. Znalazł się tam pod opieką doktora Paula Gacheta. Pomiędzy 17 czerwca a 27 lipca namalował 13 płócien formatu 50 x 100 cm, przedstawiających widoki pól i ogrodów wokół Auvers. Format 50 x 100 cm artysta zapożyczył od Puvis de Chavannes'a i wykorzystywał do malowania pejzaży podczas swego pobytu w Auvers.

## Opis
Obraz ukazuje strugi ulewnego, niesionego wiatrem deszczu, przecinające teksturę powierzchni płótna. Ukośne kreski wyobrażające deszcz, malowane wyrazistymi ruchami pędzla, zostały zapożyczone z drzeworytu Most w deszczu japońskiego artysty Hiroshige, który van Gogh skopiował w 1887. Ze sztuką japońską zetknął się on po raz pierwszy w Antwerpii w 1885, a po przyjeździe do Paryża w 1886 zaczął kolekcjonować japońskie drzeworyty ukiyo-e. Podpatrzony u Hiroshige sposób przedstawiania deszczu po raz pierwszy zastosował na obrazie Pole pszenicy w deszczu, namalowanym pod koniec 1889 podczas pobytu w miejscowości Saint-Rémy. Wpływ japońskich drzeworytów widoczny jest również w podziale powierzchni obrazu na barwne partie, oznaczające pola, miasteczko i niebo. Widoczny w centrum obrazu rząd topoli, otaczających Auvers, obecnie już nie istnieje. Nastrój płótna przywodzi na myśl poemat „Deszczowy dzień” pióra jednego z ulubionych poetów artysty, Longfellowa, zaczynający się od słów: Moje życie jest zimne, mroczne i ponure. Deszcz pada, a wiatr nigdy nie ustaje..., a kończący się słowami: Uspokój się, smutne serce! I przestań narzekać. Za chmurami wciąż świeci słońce. Twój los to zwykły los wszystkich. W każdym życiu musi spaść trochę deszczu. Pewne dni muszą być mroczne i ponure..